# شيلي تايلور مورغان
شيلي تايلور مورغان (بالإنجليزية: Shelley Taylor Morgan) هي ممثلة أمريكية، ولدت في 3 سبتمبر 1950 في تشارلستون في الولايات المتحدة.

## وصلات خارجية
- شيلي تايلور مورغان على موقع IMDb (الإنجليزية)
- شيلي تايلور مورغان على موقع ألو سيني (الفرنسية)
- شيلي تايلور مورغان على موقع أول موفي (الإنجليزية)
- شيلي تايلور مورغان على موقع قاعدة بيانات الأفلام السويدية (السويدية)
- شيلي تايلور مورغان على موقع قاعدة بيانات الأفلام السويدية (السويدية)
- شيلي تايلور مورغان على موقع قاعدة بيانات الفيلم (الإنجليزية)
- شيلي تايلور مورغان على موقع كينوبويسك (الروسية)